# Fliegender Fisch (Sternbild)

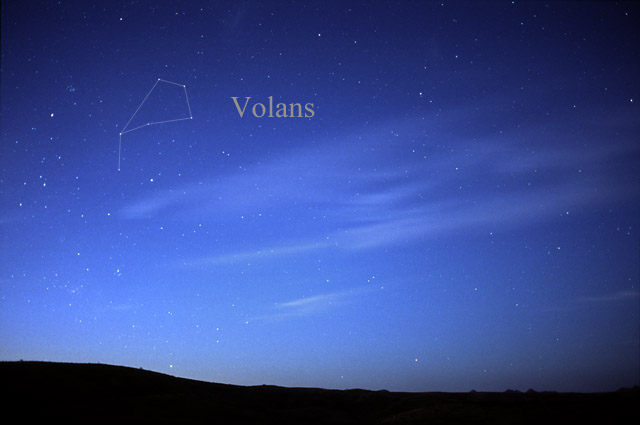
Das Sternbild Volans, der Fliegende Fisch, wie es mit dem bloßen Auge gesehen werden kann

Der Fliegende Fisch (lateinisch Volans oder Piscis Volans) ist ein Sternbild des Südhimmels.

## Beschreibung
Der Fliegende Fisch ist ein unauffälliges Sternbild südlich des Kiel des Schiffs (Carina). Keiner seiner Sterne ist heller als die 3. Größenklasse.

## Geschichte
Der Fliegende Fisch gehört zu den Sternbildern, die Ende des 16. Jahrhunderts von den niederländischen Seefahrern Pieter Dirkszoon Keyser und Frederick de Houtman eingeführt wurden. Johann Bayer übernahm das Sternbild in seinen 1603 erschienenen Himmelsatlas Uranometria.

## Himmelsobjekte

### Sterne
| B   | F                | Namen o. andere Bezeichnungen | m    | Lj  | Spektralklasse |
| --- | ---------------- | ----------------------------- | ---- | --- | -------------- |
| β   |                  |                               | 3,77 | 108 | K1 III         |
| γ2  |                  |                               | 3,78 | 142 | K0 III         |
| ζ   | Zeta Volantis    |                               | 3,92 | 145 | K0 III         |
| δ   | Delta Volantis   |                               | 3,98 | 686 | F6 II          |
| α   | Alpha Volantis   |                               | 4,00 | 126 | kA3hA5mA5 V    |
| ε   | Epsilon Volantis |                               | 4,35 | 642 | B6 IV          |
| 400 |                  | HR 3280                       | 5,06 | 296 | K1 III         |
| 400 |                  | HR 2662                       | 5,18 | 290 | K3 III         |
| θ   |                  |                               | 5,19 | 239 | A0 V           |
| η2  |                  |                               | 5,28 | 356 | A0-1 IV-V      |
| κ1  |                  |                               | 5,33 | 391 | B9 III-IV      |
| 400 |                  | HR 3537                       | 5,34 | 171 | F5 IV          |
| ι   |                  |                               | 5,41 | 559 | B7 IV          |
| κ2  |                  |                               | 5,63 |     |                |
| γ1  |                  |                               | 5,68 |     |                |

Der hellste Stern im Fliegenden Fisch ist β Volantis, ein 108 Lichtjahre entfernter, orange leuchtender Stern der Spektralklasse K2 III.
| System | Scheinbare Helligkeit (mag) | Abstand     |
| ------ | --------------------------- | ----------- |
| γ      | 3,78 / 5,68                 | 13,6"       |
| κ      | 5,33 / 5,63 / 8,5           | 65" / 37,7" |

Der zweithellste Stern, γ Volantis, ist ein Doppelsternsystem in 142 Lichtjahren Entfernung. Aufgrund des relativ großen Winkelabstandes von 13,6 Bogensekunden können beide Sterne bereits mit einem kleinen Teleskop beobachtet werden.
κ Volantis ist ein 393 Lichtjahre entferntes Dreifachsternsystem. Die hellste Komponente ist κ1, ein bläulicher Riesenstern der Spektralklasse B9. In 65 Bogensekunden Abstand befindet sich κ², ein Unterriese der Spektralklasse A0. 37,7 Bogensekunden entfernt steht die dritte Komponente, κ Volantis C. κ1 und κ2 können bereits mit einem Prismenfernglas getrennt werden. In einem kleineren Teleskop sind alle drei Sterne sichtbar.
Epsilon Volantis (ε Volantis) ist ein weiteres Dreifachsternsystem.

### NGC-Objekte
| NGC  | sonstige | Scheinbare Helligkeit (mag) | Typ                 | Name                   |
| ---- | -------- | --------------------------- | ------------------- | ---------------------- |
| 2442 |          |                             | Balkenspiralgalaxie | Fleischerhaken-Galaxie |
| 2397 |          |                             | Spiralgalaxie       |                        |

Im Fliegenden Fisch kann die Balkenspiralgalaxie NGC 2442 beobachtet werden.